# 三陽自動車 (東京都)
三陽自動車株式会社（さんようじどうしゃ）は、東京都江戸川区に本社を置くバス事業者である。特定バス事業および、マイクロバスやワンボックスカーなど小型車両による貸切バス事業を中心に営業を行う。コミュニティバスの運行受託実績もある。
本項では、母体となったタクシー事業者である三陽自動車交通株式会社（さんようじどうしゃこうつう）についても併せて記述する。

## 概要
1950年、東京・深川に、戦後初の法人タクシー事業者として三陽自動車株式会社を設立。福祉タクシーによる施設送迎事業などを経て、バス事業規制緩和後の2005年に特定バス事業に参入、次いで貸切バス事業に参入した。特定バスからバス事業に参入したという点が特筆される。
2010年（平成22年）にはバス事業を分社化して現法人を設立し、母体のタクシー会社は三陽自動車交通株式会社へ商号変更した。分社化後の2013年（平成25年）には乗合免許を取得し、佐倉市循環バス（現：佐倉市コミュニティバス）を受託して乗合バス事業へ進出した。
特色として小型車両を中心とし、マイクロバスの保有台数は都内有数である。特定バス事業から出発した事業者らしく、豪華装備の大型観光バスに注力する同業他社とは一線を画した営業姿勢を採っている。また旅行業は行っておらず、他の貸切バス事業者のような観光バスツアーも催行していない。
特定バス事業では、首都圏周辺の多数の地域（2022年4月現在で23区77市町）で契約輸送を行う。幼稚園や小中学校のスクールバス受託や、福祉タクシー事業で培ったノウハウから福祉送迎輸送も行い、リフトバスも保有している。そのほか、企業の従業員送迎バスや商業施設シャトルバスの運行なども行っている。

## 沿革

### 分社化前
- 1950年（昭和25年）
  - 5月 - 三陽自動車株式会社を設立[1][2]。
  - 6月 - 本社営業所を東京都江東区深川冬木6番地に置き、タクシー10台で営業開始[2]。
  - 7月 - ハイヤー営業所を東京都江東区深川2丁目に開設[2]。
- 1983年（昭和58年）10月 - 不動産事業を分社化、三勝不動産株式会社を設立[2]。
- 1984年（昭和59年）4月 - 運行管理請負業を開始[1][2]。
- 1994年（平成6年）8月 - 福祉タクシー運行開始[2]、福祉施設への送迎業務を始める[1]。
- 1996年（平成8年）12月 - 福祉ハイヤー運行開始[2]。
- 2003年（平成15年）10月 - チェッカーキャブに加盟[2]。
- 2005年（平成17年）
  - 8月 - 特定旅客自動車運送事業の認可を受け、特定バス事業を開始[1][2]。
  - 9月 - 一般貸切旅客自動車運送事業の認可を受け、貸切バス事業を開始[1][2]。
  - 10月 - 大型バス・中型バスを運行開始[1]。
  - 11月 - 小中学校のスクールバス受託運行を開始[1]。
- 2006年（平成18年）11月 - 羽田空港D滑走路建設工事に伴い、貸切バスを運行[1]。
- 2010年（平成22年）12月 - バス部門を三陽自動車株式会社として分社化[1][2]。代表取締役に寺田学が就任[1]。
- 2011年（平成23年）4月 - タクシー部門、三陽自動車交通株式会社へ社名変更[1][2]。

### 分社化後
- 2011年（平成23年）

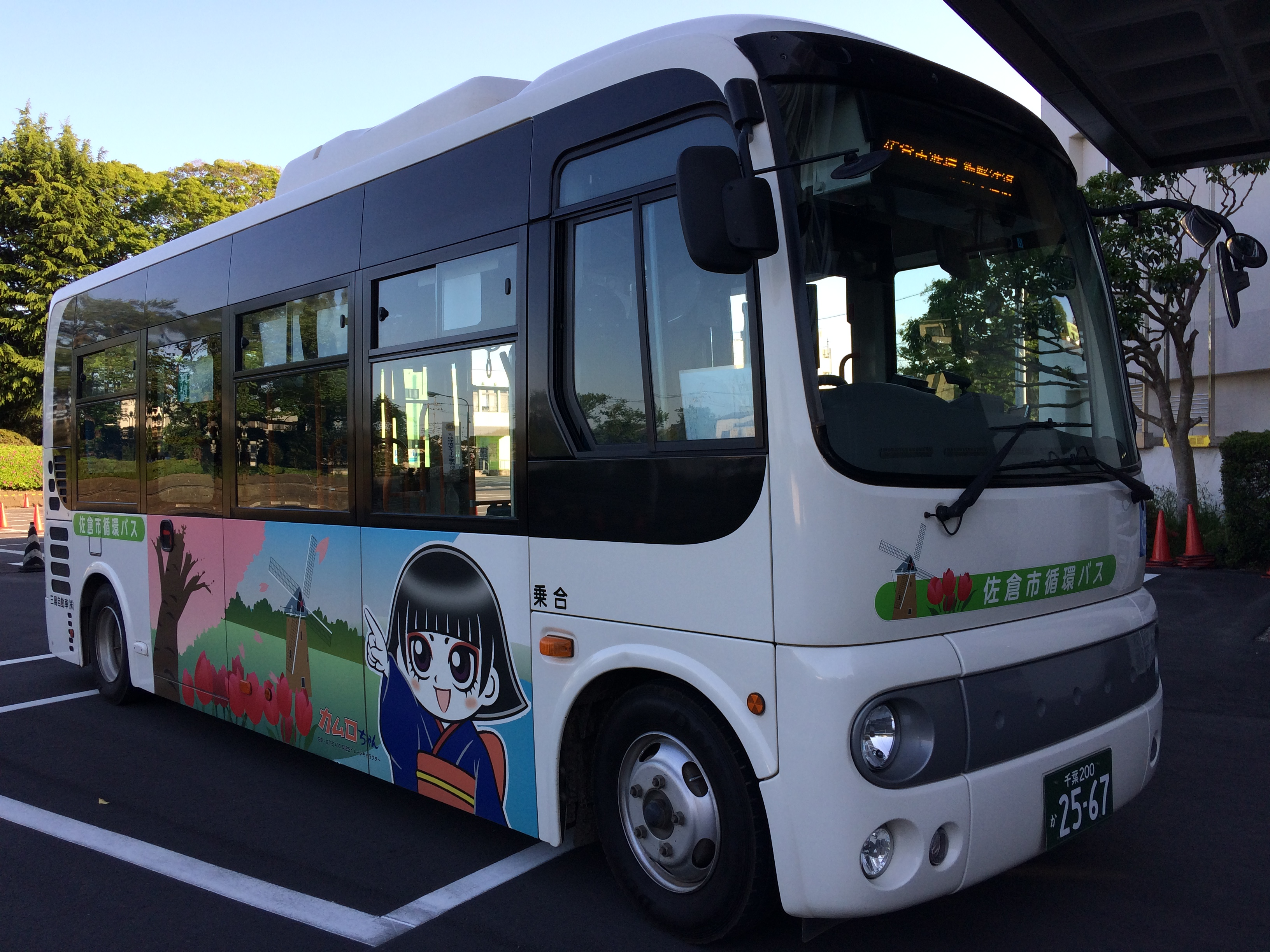
三陽自動車の小型バス車両
（日野・ポンチョ）
佐倉市循環バス「カムロちゃん」ラッピング

  - 9月 - 三陽自動車、江戸川営業所（現：本社営業所）を開設[1]。
  - 12月 - 三陽自動車、千葉営業所を浦安市猫実に開設[1]。
- 2012年（平成24年）10月 - 三陽自動車株式会社、巡回シャトルバスを運行開始[1]。
- 2013年（平成25年）
  - 8月 - 三陽自動車、千葉営業所を四街道市栗山へ移転[1]。
  - 11月 - 三陽自動車、一般乗合旅客自動車運送事業の認可を受ける[1]。
  - 12月 - 三陽自動車、ちばグリーンバス（京成グループ）に代わって佐倉市循環バスを運行受託（千葉営業所が担当）、乗合バス事業に進出[1]。
- 2015年（平成27年）
  - 6月 - 三陽自動車、茨城営業所を開設[1]（翌年12月、茨城事業所へ改称[1]）。
  - 12月 - 三陽自動車、大型路線車による企業シャトルバスを運行開始[1]。
- 2016年（平成28年）
  - 11月28日 - 三陽自動車交通が利用客を撮影したドライブレコーダー映像を無断でテレビ局に流出させる事件を起こす[5]。
- 2018年（平成30年）
  - 3月 - 三陽自動車、神奈川事業所を開設[1]。
  - 12月 - 佐倉市循環バスの受託を解消。
- 2019年（令和元年）7月 - 三陽自動車、埼玉事業所を開設[1]。
- 2020年（令和2年）
  - 9月 - 三陽自動車、静岡事業所を開設[1]。
  - 12月4日 - 三陽自動車交通、国際自動車と業務提携を表明[6]。
- 2021年（令和3年）
  - 4月 - 三陽自動車交通、チェッカーキャブを脱退し前述の国際自動車との提携によりkmグループへ移籍[2]。
  - 8月 - 三陽自動車、群馬事業所を開設[1]。
- 2022年（令和4年）4月 - 三陽自動車、神奈川事業所を川崎市川崎区榎町へ移転[1]。

## 本社・事業所

### バス事業所
三陽自動車株式会社
- 本社営業所 - 東京都江戸川区中葛西4丁目9-18[1]
- 本店所在地 - 東京都江東区深川2丁目6-11[1]
- 千葉営業所 - 千葉県四街道市栗山925-2[1]
- 茨城事業所 - 茨城県常総市内守谷町きぬの里3丁目19-3[1]
- 神奈川事業所 - 神奈川県川崎市川崎区榎町1-8[1]
- 埼玉事業所 - 埼玉県川口市芝中田1丁目12-15-303[1]
- 静岡事業所 - 静岡県富士市錦町1丁目3-3-706[1]
- 群馬事業所 - 群馬県前橋市紅雲町2丁目2-1-602[1]

### タクシー事業所
三陽自動車交通株式会社
- 本社 - 東京都江東区冬木16-12[2]
- 富岡橋営業所 - 東京都江東区深川2丁目6-11[2]

## 車両

### バス車両
2022年現在、629台（管理車両含む）が在籍する。大型車や中型車も在籍するが、マイクロバスやワンボックスカーといった小型車両を中心とする。主な車種は以下のとおり。
- 日野・セレガ
- 日野・メルファ
- 日野・リエッセII
- 三菱ふそう・ローザ
- トヨタ・ハイエースコミューター
- 日野・ポンチョ - 佐倉市循環バスへ参入時に導入。

車椅子用リフトバスとして、メルファ、リエッセII、ローザ、幼児バスとしてリエッセII幼児専用車を保有する。

### タクシー車両
2022年現在、タクシー車両80台、都市型ハイヤー車両28台、福祉車両15台が在籍する。

## 不祥事
- 2016年（平成28年）11月28日に三陽自動車交通のタクシーを乗客[7]が利用した直後に、フジテレビのスタッフが「取材」と称して当該車両を9時間半にわたり占拠し、翌11月29日にフジテレビから強要されて三陽自動車交通はドライブレコーダーの録画映像を漏洩し、個人のプライバシーである車内映像が無断で放送されてしまった[5]。この事件は放送直後から問題となり、翌11月30日に当時の所属団体であるチェッカーキャブは公式ウェブサイト上で謝罪文を掲載した[8]。さらに12月1日には国土交通省が日本バス協会、全国ハイヤー・タクシー連合会、全国個人タクシー協会の業界3団体に宛てて通知を出す事態に発展した[9]。また業界紙『東京交通新聞』同年12月12日付の紙面に事の詳細が掲載されたことを受け、同年12月17日に三陽自動車交通は公式サイトに謝罪文を掲載[10]した。なお、2019年1月17日には三陽自動車交通が当該乗客から民事訴訟を提訴され、東京地方裁判所判決で被害者に対し220万円の損害賠償を命じられ、敗訴した[11]。